# Renée Zellweger

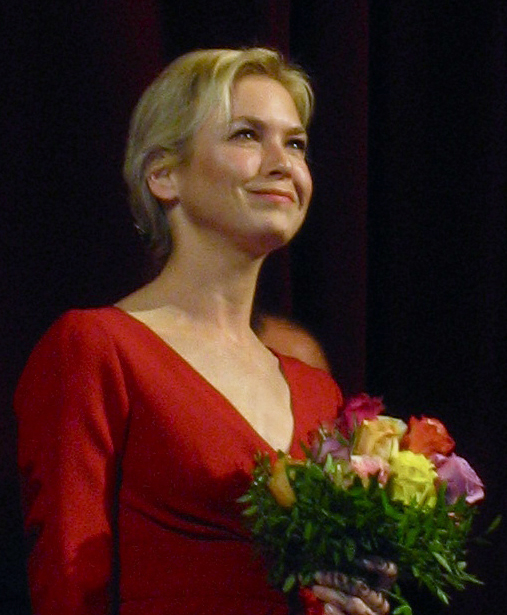
Renée Zellweger în 2009

Renée Zellweger (n. 25 aprilie 1969, Katy⁠(d), Texas, SUA) este o actriță americană de film, laureatǎ de două ori a Premiului Oscar, pentru rolurile sale din filmele Cold Mountain și Judy.

## Biografie
Zellweger s-a născut în Katy, Texas. Tatăl ei, Emil Erich Zellweger, este din Au, un oraș mic din cantonul St. Gallen, Elveția și este un inginer mecanic și electric; a lucrat în industria rafinării petrolului. Mama ei, Kjellfrid Irene (născută Andreassen), originară din Norvegia, are ascendență norvegiană, kven (finlandeză), suedeză și probabil sami,; a crescut în Kirkenes și Ekkerøy, și este o asistentă ce s-a mutat în Statele Unite pentru a lucra ca guvernantă pentru o familie norvegiană din Texas. Zellweger s-a descris ca fiind crescută de o familie de „catolici și episcopalieni leneși”.
În liceu, Zellweger a practicat diverse sporturi: fotbal, baschet, baseball și fotbal american. A absolvit liceul Katy High School, unde a fost majoretă, gimnastă, membru al echipei de dezbatere și al clubului de teatru. După liceu, a urmat Universitatea din Texas la Austin, specializarea limba engleză. La început, a urmat cursul de actorie pentru că avea nevoie de credite artistice pentru a-și completa studiul, dar această experiență a făcut-o să înțeleagă cât de mult îi place actoria. A lucrat ca ospătar în Austin pentru a se menține în timpul universității. A spus că a câștigat cardul Screen Actors Guild în timpul facultății pentru o reclamă la berea Coors Light. Tot atunci a avut " un mic rol ...ca angajat local" în comedia-horror filmată în Austin My Boyfriend's Back, interpretând o "fată într-un magazin de cosmetice. Dar scena a fost ștearsă". Zellweger a absolvit facultatea în 1991. Prima slujbă după absolvire a fost într-o publicitate pentru carne de vită, în timp ce dădea audiții în Houston.

## Carieră

### Începuturi
În timp ce era în Texas a jucat în câteva filme. Unul era A Taste for Killing (1992), urmat de un rol în serialul ABC  Murder in the Heartland (Crimă în Heartland) (1993). Anul următor, a jucat în  Reality Bites (1994), debutul regizoral al lui Ben Stiller, și în filmul biografic 8 Seconds, regizat de John G. Avildsen.
Primul rol principal al lui Zellweger a venit în 1994 cu filmul horror Texas Chainsaw Massacre: The Next Generation, alături de Matthew McConaughey. A interpretat-o pe Jenny, o adolescentă care părăsește balul mai iute împreună cu trei prieteni, are un accident de mașină și se întâlnește cu o familie de asasini, conduși de cunoscutul Leatherface, film care a primit recenzii negative. Următorul film a fost  Love and a .45 (Dragoste și un 45) (1994), unde a jucat rolul lui Starlene Cheatham, o femeie ce pune la cale un jaf împreună cu prietenul ei. Interpretarea i-a câștigat un premiu Independent Spirit Award pentru cea mai bună interpretare de debut. Ulterior s-a mutat în Los Angeles, câștigând roluri în filmele  Empire Records (1995) și  The Whole Wide World (World Wide Total) (1996). A devenit cunoscută pentru prima oară cu filmul  Jerry Maguire (1996), unde a jucat rolul iubitei lui Jerry, personajul interpretat de Tom Cruise.

## Viață personală

### Relații
În perioada 1999 - 2000, Zellweger a fost logodită cu Jim Carrey. În 2003, a avut o scurtă relație cu muzicianul Jack White. În mai 2005, Renée Zellweger s-a căsătorit cu muzicianul country Kenny Chesney, dar după patru luni cuplul a obținut o anulare a căsătoriei.
În 2009, a început o relație cu actorul Bradley Cooper, după ce jucaseră împreună în filmul Case 39, realizat în același an, 2009. Cei doi s-au separat în 2011.
Din 2012, actrița se află într-o relație cu muzicianul Doyle Bramhall II (de asemenea compozitor și producător muzical).

## Filmografie
- 1993 Marea amețeală (Dazed and Confused), regia Richard Linklater
- 1994 Viața pe cont propriu (Reality Bites), regia Ben Stiller
- 1994 Dragoste și împușcături (Love and a .45), regia C. M. Talkington
- 1994 Masacru în Texas: Generația următoare (The Texas Chainsaw Massacre: The Next Generation), regia Kim Henkel
- 1995 Empire Records, regia Allan Moyle
- 1996 Jerry Maguire, regia Cameron Crowe
- 1997 Impostorul (Deceiver), regia Jonas Pate
- 1998 Prețul libertății (A price above rubies), regia Boaz Yakin
- 1998 Mamă și fiică (One True Thing), regia Carl Franklin
- 1999 Bărbat de însurat (The Bachelor), regia Gary Sinyor
- 2000 Eu, cu mine & Irene (Me, Myself & Irene), regia frații Farrelly
- 2000 Sora Betty (Nurse Betty), regia Neil LaBute
- 2001 Jurnalul lui Bridget Jones (Bridget Jones's Diary), regia Sharon Maguire
- 2002 Dragoste otrăvitoare (White Oleander), regia Peter Kosminsky
- 2002 Chicago, regia Rob Marshall
- 2003 Jos cu dragostea! (Down with Love), regia Peyton Reed
- 2003 Cold Mountain, regia Anthony Minghella
- 2004 Bridget Jones: La limita rațiunii (Bridget Jones: The Edge of Reason), regia Beeban Kidron
- 2005 Renăscut din cenușă (Cinderella Man), regia Ron Howard
- 2006 Domnișoara Potter (Miss Potter), regia Chris Noonan
- 2008 Jocuri murdare (Leatherheads), regia George Clooney
- 2008 Appaloosa, regia Ed Harris
- 2009 My One and Only (My One and Only), regia Richard Loncraine
- 2016 The Whole Truth (The Whole Truth), regia Courtney Hunt
- 2016 Bridget Jones's Baby, regia Sharon Maguire
- 2025 Bridget Jones: Mad About the Boy (Bridget Jones: Mad About the Boy), regia Michael Morris